# Aguarunichthys torosus
Aguarunichthys torosus — вид риб з роду Aguarunichthys родини Пласкоголові соми ряду сомоподібні.

## Опис
Загальна довжина сягає 34,6 см. Голова доволі велика, широка. Очі помірного розміру. Є 3 пари вусів, з яких довгі розташовані на верхній щелепі, а 2 пари коротких — на нижній та підборідді. Тулуб подовжений. Спинний плавець високий та широкий, з 1 жорстким довгим променем та 6—7 м'якими променями. Грудні плавці широкі, серпоподібні. Черевні плавці дещо поступаються останнім. Жировий та анальний плавці доволі довгі. Хвостовий плавець сильно розділений.
Забарвлення сірувате, на цьому тлі виділяється тонкий візерунок з розкиданих чорних крапочок. Від початку спинного плавця під кутом до початку грудних та черевних плавців проходить світла смуга.

## Спосіб життя
Є бентопелагічною рибою. Воліє прісної та чистої води. Зустрічається в річках зі швидкою течією та піщаним ґрунтом. Вдень ховається в різних укриттях. Активна вночі. Живиться дрібною рибою, водними безхребетними.

## Розповсюдження
Є ендеміком Перу. Мешкає у річці Сенепа, притоці Амазонки.